# 30-я сессия Комитета всемирного наследия ЮНЕСКО

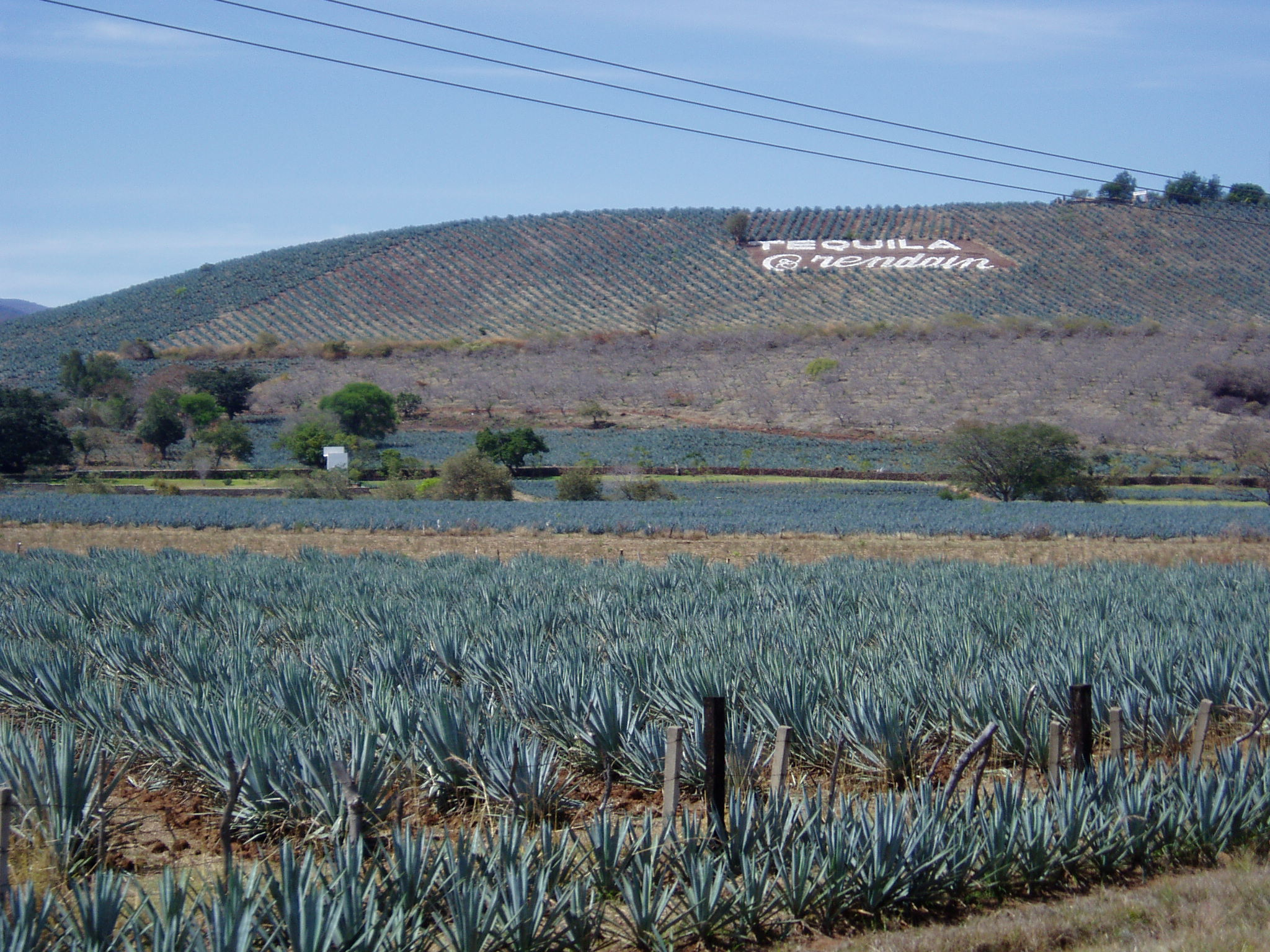
Ландшафт плантаций агавы и старинные предприятия по производству текилы

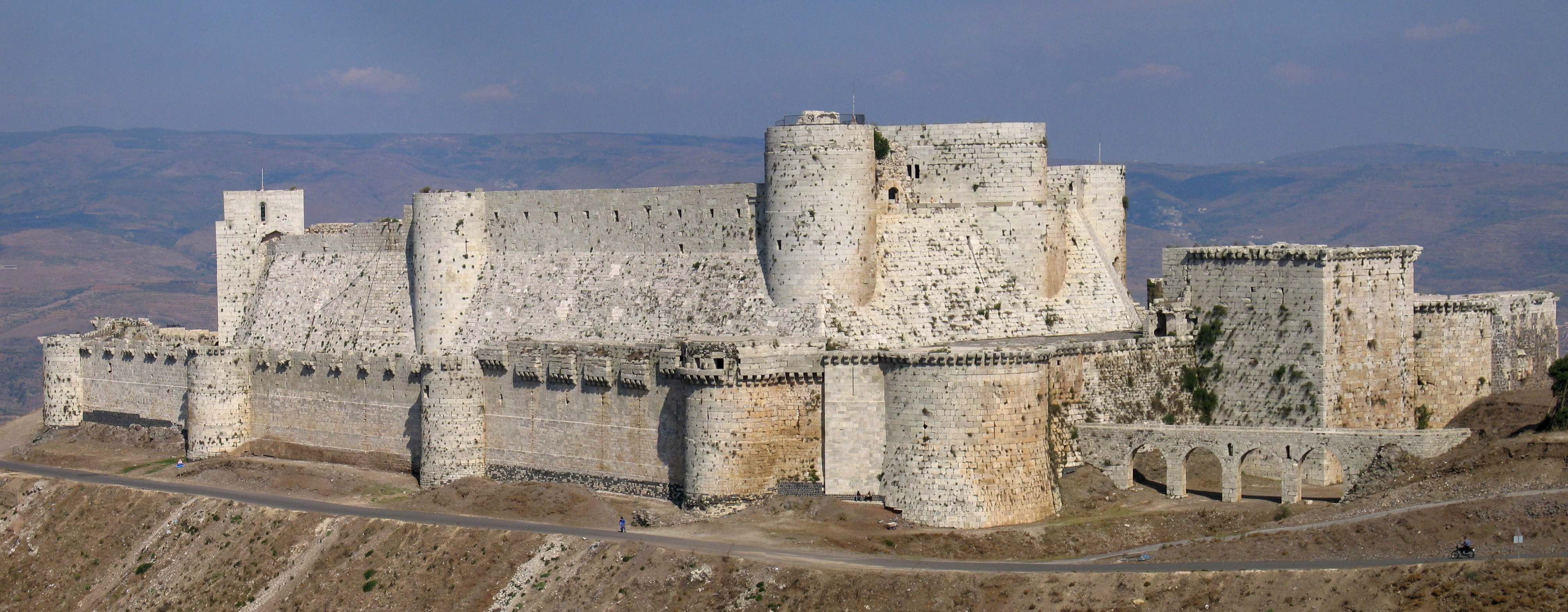
Замки Крак-де-Шевалье и Калъат-Салах-ад-Дин

30-я сессия Комитета всемирного наследия ЮНЕСКО проходила с 14 по 16 июля 2006 года, в Вильнюсе, Литва. Было подано 37 объектов в список всемирного наследия ЮНЕСКО. Из 7 номинаций, 12 стран были сняты комиссией (или сняты окончательно) отклонены. 27 объектов культурного наследия и 3 природного наследия. Таким образом, общее число регистраций достигло 846 (656 культурного, 154 смешанного и 36 природного наследия).

## Объекты, внесённые в список всемирного наследия

### Природное наследие
Китай: Резерваты большой панды в провинции Сычуань
Колумбия: Резерват Мальпело

### Культурный наследие
Чили: Шахтёрский город Сьюэлл
Китай: Древний город Иньсюй
Германия: Исторический центр города Регенсбург в том числе район Стадтамхоф в Баварии
Эфиопия: Укреплённый исторический город Харар-Джуголь
Гамбия / Сенегал: Кольца камней-мегалитов в Сенегамбии
Иран: Бехистунская надпись
Италия: Улица Ле-Страде-Нуове и комплекс дворцов Палацци-деи-Ролли в Генуе
Малави: Наскальные изображения в Чонгони
Мавритания: Ааправаси Гхат
Мексика: Ландшафт плантаций агаваы и старинные предприятия по производству текилаы
Оман: Ирригационные системы Афладж
Польша: Зал Столетия в Вроцлав
Испания: Бискайский мост рядом с Бильбао
Сирия: Замки Крак-де-Шевалье и Калъат-Салах-ад-Дин
Танзания: Наскальные изображения в Кондоа
Великобритания: Горнопромышленный ландшафт Корнуолла и Западного Девона

## Изменения всемирного наследия
| Страна               | Пункт                                                                              | Изменено                        |
| -------------------- | ---------------------------------------------------------------------------------- | ------------------------------- |
| Андорра              | Мадриу-Перафита-Кларор                                                             | незначительные изменения границ |
| Бахрейн              | Калат-аль-Бахрейн – Старый порт и столица Дильмун                                  | изменение названия              |
| Канада               | SGang Gwaay (остров Энтони)                                                        | изменение названия              |
| Канада               | Исторический район старого Квебека                                                 | изменение названия              |
| Франция              | Каланки, Golf van Girolata, Скандола                                               | изменение названия              |
| Франция              | Сен-Савен                                                                          | изменение названия              |
| Франция              | Доисторические пещеры Везер                                                        | изменение названия              |
| Франция              | Исторический центр Авиньон: Папский дворец, сложная Епископальная и Авиньонов мост | изменение названия              |
| Франция              | Арль, Римские и романские памятники                                                | изменение названия              |
| Республика Македония | Природное и культурное наследие региона Охрид                                      | изменение названия              |
| Непал                | Долина Катманду                                                                    | незначительные изменения границ |
| Норвегия             | Мой город Рёрус                                                                    | изменение названия              |
| Норвегия             | Наскальные рисунки в Альте                                                         | изменение названия              |
| Словакия             | Исторический город Банска-Штьявница и технические памятники в окрестностях         | изменение названия              |
| Турция               | Хаттуса: столица Хеттов                                                            | изменение названия              |
| США                  | Меса-Верде                                                                         | изменение названия              |
| США                  | Йеллоустон                                                                         | изменение названия              |
| США                  | Ла-Форталеза и Сан-Хуан национально исторический в Пуэрто-Рико                     | изменение названия              |
| США                  | Chaco Culture                                                                      | изменение названия              |
| Сербия               | Православные монастыри в Косове                                                    | расширение и изменение названия |
| Швеция/Финляндия     | Высокий берег / Кваркен                                                            | расширение                      |

## Изъятые и отклонённые кандидатуры
| Страна              | Выдвижение                                                    | Статус     |
| ------------------- | ------------------------------------------------------------- | ---------- |
| Азербайджан         | Гиркан леса Азербайджана                                      | Задержка   |
| Боливия             | Инкаллайта: фундаментальный камень власти инков в Колласуйо   | Задержка   |
| Болгария            | Старый Пловдив                                                | Изъято     |
| Буркина Фасо        | Руины Лоропени                                                |            |
| Колумбия            | Национальный природный парк Горгогона                         | Задержка   |
| Кипр                | Расширена расписной церковью в Троодосе                       | Отмена     |
| Эстония             | Baltic Klint                                                  | Отмена     |
| Франция             | Кос и Севенны                                                 | Возвращено |
| Габон               | Экосистема и реликтовый культурный пейзаж Лопе-Оканда         | Возвращено |
| Индия               | Речная страна Majuli                                          | Возвращено |
| Израиль             | Большая рифтовая долина, миграция пролётного пути Hula vallei | Отложено   |
| Израиль             | Тель Дан – Ворота с тройной аркой                             | Отменено   |
| Индонезия, Малайзия | Дождевой лес на Борнео                                        | Отложено   |
| Марокко             | Тубкаль                                                       | Отклонено  |
| Малави              | Национальный парк Нийка                                       | Отменено   |
| Австрия             | Расширение Грац                                               | Отложено   |
| Португалия          | Марван                                                        | Отмена     |
| Испания             | Ископаемые следы динозавров на Пиренейском полуострове        | Отложено   |
| Чехия               | Возрождённый дом в Славонице                                  | Отмена     |

## Изменённый список, находящихся под угрозой всемирного наследия
| Страна   | Мир                                  | Статус |
| -------- | ------------------------------------ | ------ |
| Алжир    | Типаса                               | Удалён |
| Германия | Кёльнский собор                      | Удалён |
| Германия | Долина Эльба в Дрездене              | Новый  |
| Индия    | Группа памятников Хампи              | Удалён |
| Сенегал  | Национальный птичий заповедник Джудж | Удалён |
| Сербия   | Православные монастыри в Косове      | Новый  |
| Тунис    | Ичкул                                | Удалён |